# Pedicellasteridae
Labidiasteridae es una familia de Asteroidea (estrellas de mar) en el orden Forcipulatida.
Pedicellasteridae tienen 5 o 6 radios. El esqueleto abactinal está reticulado, con redes cruzadas o irregulares, abiertas, que forman placas pequeñas cruciformes. Las espinas carinales son pequeñas. Las espinas marginales presentes en series longitudinales. Las placas ínferomarginales poco diferenciadas de las súperomarginales y a veces presentan una espina prominente. Las placas actinolaterales están bien formadas, dispuestas en series transversas e imbricadas. Los pies ambulacrales son biseriados. Los pedicelarios son cruzados, grandes, de valvas delgadas, con 4 dientes terminales y curvos.

## Liste des genres
Según el Registro Mundial de Especies Marinas  :
- genre Ampheraster Fisher, 1923 -- 6 especies
- genre Anteliaster Fisher, 1923 -- 5 especies
- genre Hydrasterias Sladen, 1889 -- 5 especies
- genre Pedicellaster M. Sars, 1861 -- 8 especies
- genre Peranaster (Fisher, 1917) -- 1 especie
- genre Tarsaster Sladen, 1889 -- 6 especies